# Kleiner Sund
Kleiner Sund, englisch Little Sound, ist die Bezeichnung einer Bucht im südlichen Teil des Großen Sunds im Gebiet der atlantischen Bermuda-Inseln.
Der der Südwestküste von Grand Bermuda zugewandte Kleine Sund wird von zwei markanten Halbinseln vom Großen Sund getrennt.